# 11174 Carandrews
11174 Carandrews è un asteroide della fascia principale. Scoperto nel 1998, presenta un'orbita caratterizzata da un semiasse maggiore pari a 2,2115613 UA e da un'eccentricità di 0,0942344, inclinata di 3,06380° rispetto all'eclittica.